# General Lagos
General Lagos är en kommun i Chile.   Den ligger i provinsen Provincia de Parinacota och regionen Región de Arica y Parinacota, i den norra delen av landet, 1 700 km norr om huvudstaden Santiago de Chile.
Omgivningarna runt General Lagos är i huvudsak ett öppet busklandskap. Trakten runt General Lagos är nära nog obefolkad, med mindre än två invånare per kvadratkilometer.